# جلیعه (قطر)
جلیعه یک منطقهٔ مسکونی در قطر است که در شهرداری دوحه واقع شده‌است. جلیعه ۲٫۰ کیلومتر مربع مساحت دارد.